# Actaeodes
Actaeodes är ett släkte krabbor i familjen Xanthidae. Det beskrevs av den amerikanske geologen och zoologen James Dwight Dana 1851. Släktets typart är Actaeodes (Zozymus) tomentosus, beskriven av Henri Milne Edwards 1834.

## Arter
- Actaeodes consobrinus (A. Milne-Edwards, 1873)
- Actaeodes hirsutissimus (Rüppell, 1830)
- Actaeodes mutatus Guinot, 1976
- Actaeodes quinquelobatus Garth & Kim, 1983
- Actaeodes semoni (Ortmann, 1894)
- Actaeodes tomentosus (H. Milne Edwards, 1834)